# Rafael Boasman
Rafael A. Boasman (Aruba, 5 juni 1953) is een Nederlands politicus. Hij werd geboren op Aruba, maar van 24 november 2017 tot 15 januari 2018 minister-president van Sint-Maarten. Vanaf 20 december 2016 tot 15 januari 2018 was hij tevens de minister van Justitie van Sint Maarten. Daarvoor was hij minister van Gezondheidszorg, Sociale Ontwikkeling en Arbeid van 7 september 2015 tot 19 november 2015 en interim-minister van Toerisme, Economische Zaken, Transport en Telecommunicatie van 20 december 2016 tot 4 april 2017. Hij is lid van de 'Verenigd Sint Maarten Partij' (USP).
Boasman werd minister-president nadat zijn voorganger William Marlin twee moties van wantrouwen kreeg. Na de eerste motie besloot Marlin het ontslag van zijn kabinet aan te bieden aan de gouverneur van het eiland, Eugene Holiday. Marlin bleef echter wel in het demissionaire kabinet zitten, hierdoor kreeg hij een tweede motie van wantrouwen van de Staten van Sint Maarten. Ook gaf de Rijksministerraad een aanwijzing aan de gouverneur om Marlin te ontslaan. Nadat Marlin zijn ontslag had ingediend bij de gouverneur werd Boasman benoemd tot de nieuwe minister-president van het demissionaire kabinet.